# Аустрија на Европском првенству у атлетици у дворани 1970.
Аустрија је као организатор 1. Европском првенству у дворани 1970 одржаном у Бечу, Аустрија, 14. и 15. марта, учествовала као домаћин.
Учествовала је са  21 такмичарем (12 мушкараца и 10 жена) који су се такмичили у 15 дисциплина (8 мушких и 7 женских).
Прву медаљу за Аустрију на европским првенствима у дворани освојила је 14. августа, женска штафета 4 х 100 метара у саставу:Марија Сикора, Бригите Ортнер, Криста Кеплингер и Хани Бургер која је заузела треће место.
Најуспешнија такмичарка била је Марија Сикора са две освијене медаље златном и бронзаном.
Са три освојене медаље (2 златне и 1 бронзана) Аустрија је у укупном пласману заузела је 4 место од 14 земаља које су на овом првенству освојиле медаље, односно 24 земље учеснице. У табели успешности према броју и пласману такмичара који су учествовали у финалним такмичењима (првих 8 такмичара) Аустрија је са 5 учесника у финалу заузела 6 место са 34 бода, од 23 земље које су у финалу имале представнике. Једино Турска није имала ниједног представника.
| Плас. | Земља    | 1. место | 2. место | 3. место | 4. место | 5. место | 6. место | 7. место | 8. место | Бр. финал. - Бод. |
| ----- | -------- | -------- | -------- | -------- | -------- | -------- | -------- | -------- | -------- | ----------------- |
| 6.    | Аустрија | 2—18     | 0        | 1—6      | 2—10     | 0        | 0        | 0        | 0        | 5—34              |

## Учесници
| Бр. | Дисциплина                           | Мушкарци                                                               | Жене                                                        | Укупно |
| --- | ------------------------------------ | ---------------------------------------------------------------------- | ----------------------------------------------------------- | ------ |
| 1.  | 60 м                                 | Герт Херунтер                                                          | Бригите Ортнер                                              | 2      |
| 2.  | 800 м                                |                                                                        | Марија Сикора                                               | 1      |
| 3.  | 1.500 м                              | Хајнрих Хендлхубер                                                     |                                                             | 1      |
| 4.  | 3.000 м                              | Рихард Финк                                                            |                                                             | 1      |
| 5.  | 60 м препоне                         | Хелмут Хајн,                                                           | Криста Кнепел                                               | 2      |
| 6.  | штафета 4 х 200 м                    |                                                                        | Марија Сикора* Бригите Ортнер* Криста Кеплингер Хани Бургер | 2      |
| 7.  | 4 х 400 м                            | Ekkehard Kolodziejczak Кристијан Артакер Роберт Кропијуник Алфред Волф |                                                             | 4      |
| 8.  | Мешовита штафета 400+600+900+1.000 м | Ekkehard Kolodziejczak* Роберт Кропијуник* Херман Хош Валтер Грабул    |                                                             | 2      |
| 8.  | Мешовита штафета 200+400+600+800 м   |                                                                        | Бригите Ортнер* Марија Сикора* Зиси Бранднегер Моника Бушал | 2      |
| 9.  | Скок увис                            | Хорст Мандл                                                            | Илона Гузенбауер                                            | 2      |
| 10. | Скок удаљ                            | Гералд Вајкселбаумер                                                   | Јохана Клајнпетер                                           | 2      |
|     | Укупно (10)                          | 12                                                                     | 9                                                           | 21     |

- Тачка уз име такмичара означава де је учествовао у више дисциплина.

## Освајачи медаља
- Злато

1. Марија Сикора — 800 м

2. Илона Гузенбауер — Скок увис
- Бронза

1. Марија Сикора, Бригите Ортнер, Криста Кеплингер, Хани Бургер — штафета 4 х 200 метара

## Резултати

### Мушкарци
| Атлетичар                                                              | Дисциплина       | Лични рекорд | Квалификације | Квалификације | Полуфинале       | Полуфинале       | Финале            | Финале      | Детаљи |
| Атлетичар                                                              | Дисциплина       | Лични рекорд | Резултат      | Место         | Резултат         | Место            | Резултат          | Место       | Детаљи |
| ---------------------------------------------------------------------- | ---------------- | ------------ | ------------- | ------------- | ---------------- | ---------------- | ----------------- | ----------- | ------ |
| Герт Херунтер                                                          | 60 м             |              | 6,9           | 4 у гр. 3 КВ  | 6,9              | 6 у пф. 1        | Није се пласирао  | 10/ 16 (17) |        |
| Хајнрих Хендлхубер                                                     | 1.500 м          |              | 3:51,6 ЛРд    | 7 у гр. 1     |                  |                  | Није се пласирао  | 14/14.      |        |
| Рихард Финк                                                            | 3.000 м          |              | 8:26,6 ЛРд    | 7 у гр. 2     |                  |                  | Није се пласирао  | 13/13.      |        |
| Хелмут Хајн                                                            | 60 м препоне     |              | 8,3           | 5 у гр. 3     | Није се пласирао | Није се пласирао | Није се пласирао  | 13/16       |        |
| Ekkehard Kolodziejczak Кристијан Артакер Роберт Кропијуник Алфред Волф | 4 х 400 м        |              |               |               |                  |                  | 3:21,6 НРС        | 4/4         |        |
| Ekkehard Kolodziejczak Роберт Кропијуник Херман Хош Валтер Грабул      | мешовита штафета |              | 6:33,0        | 3 у гр. 2     |                  |                  | Нису се пласирали | 5/5         |        |
| Хорст Мандл                                                            | скок увис        |              |               |               |                  |                  | 1,95 ЛРд          | 18/18.      |        |
| Гералд Вајкселбаумер                                                   | скок удаљ        |              |               |               |                  |                  | 7,27 ЛРд          | 18/19.      |        |

### Жене
| Атлетичарка                                                   | Дисциплина       | Лични рекорд | Квалификације | Квалификације | Полуфинале | Полуфинале | Финале            | Финале     | Детаљи |
| Атлетичарка                                                   | Дисциплина       | Лични рекорд | Резултат      | Место         | Резултат   | Место      | Резултат          | Место      | Детаљи |
| ------------------------------------------------------------- | ---------------- | ------------ | ------------- | ------------- | ---------- | ---------- | ----------------- | ---------- | ------ |
| Бригите Ортнер                                                | 60 м             |              | 7,7           | 4 у гр. 1 КВ  | 7,7        | 4 у пф. 2  | Није се пласирала | 10/ 14     |        |
| Марија Сикора                                                 | 800 м            |              | 2:13,0        | 7 у гр. 1     |            |            | 2:07,0            |            |        |
| Криста Кнепел                                                 | 60 м препоне     |              | 9,3           | 4 у гр. 3     | 9,2        | 6. у пф. 2 | Није се пласирала | 10/13 (14) |        |
| Марија Сикора Бригите Ортнер Криста Кеплингер Хани Бургер     | 4 х 200 м        |              |               |               |            |            | 1:40,8 НРС        |            |        |
| Бригите Ортнер Марија Сикора Sissy Brandnegger Monika Bouchal | мешовита штафета |              |               |               |            |            | 5;20,8            | 4/4        |        |
| Илона Гузенбауер                                              | скок увис        |              |               |               |            |            | 1,88 СР           |            |        |
| Јохана Клајнпетер                                             | скок удаљ        |              |               |               |            |            | 6,23 ЛРд          | 11/17      |        |